# Sonatine pour piano d'Auric
Pour les articles homonymes, voir Sonatine (homonymie).
La Sonatine de Georges Auric est une œuvre pour piano composée en 1922. La partition est dédiée à Francis Poulenc.

## Composition
Georges Auric compose sa Sonatine en 1922. La partition est dédiée à Francis Poulenc.

## Structure
L'œuvre, « très courte », est en trois mouvements :
1. Allegro ( = 132) en sol majeur, à 
 ;
2. Andante ( = 112) en mi majeur, à  quatre temps (noté ) ;
3. Finale. Presto ( = 132) en sol majeur, à 
.

## Analyse
Guy Sacre trouve la Sonatine de Georges Auric « négligée, à tort. Elle a l'insolence, l'élégance et le charme de la jeunesse. Onze pages : c'est le goût retrouvé pour l'économie, la rapidité, l'efficacité ». Robert Laffont et Valentino Bompiani estiment la partition « enjouée, brève et très équilibrée, et surtout d'un charme tout simple et accessible malgré les hardiesses de langage qui en pimentent à chaque mesure le déroulement ».
Les Sonates pour instruments à vent de Francis Poulenc sont « presque contemporaines de celle-ci, d'où peut-être la dédicace : même précision, même vitesse de tir ».

## Discographie
- Sonatines françaises pour le piano (1905-1930), avec la Sonatine bureaucratique d'Erik Satie, la Sonatine en ut majeur de Reynaldo Hahn, la Sonatine op. 59 no 5 de Charles Koechlin, la Sonatine transatlantique d'Alexandre Tansman, la Sonatine d'Albert Roussel et la Sonatine de Ravel, Daniel Blumenthal (piano), Cybelia CY 849, 1989.
- Tailleferre, Auric, Durey: Works for Piano, Biliana Tzinlikova (piano), Paladino music pmr 0103, 2020.